# Kurt Brackmann
Kurt Brackmann (* 3. Mai 1912 in Marburg; † 28. Februar 1992) war ein deutscher Jurist und Vizepräsident des Bundessozialgerichts (BSG).

## Leben
Brackmann studierte Rechtswissenschaften und absolvierte beide juristische Staatsprüfungen. Sein Hauptinteresse galt dem Sozialrecht. Ab März 1938 war er beim Reichsversicherungsamt tätig, dem er von 1943 bis 1945 als so genanntes ständiges Mitglied angehörte. Nach dem Zweiten Weltkrieg war er Mitarbeiter des Niedersächsischen Sozialministerium in Hannover und wurde dort zum Ministerialrat befördert. 
Kurt Brackmann wurde am 20. Juli 1954 als Senatspräsident an das Bundessozialgericht in Kassel berufen. Dort war er bis 1980 Vorsitzender des 2. Senats, der für Angelegenheiten der gesetzlichen Unfallversicherung zuständig ist. Am 1. November 1967 wurde Brackmann zum ständigen Vertreter des Präsidenten bestellt und am 1. Januar 1970 zum Vizepräsidenten des BSG ernannt. Dieses Amt bekleidete er bis zu seinem Ausscheiden im Mai 1980.
Brackmann wurde die Ehrendoktorwürde verliehen. Das von ihm verfasste „Handbuch der Sozialversicherung“ gilt als Standardwerk sozialrechtlicher Literatur.

## Ehrungen
- 1980: Großes Verdienstkreuz mit Stern der Bundesrepublik Deutschland